# An Inconvenient Sequel: Truth to Power
An Inconvenient Sequel: Truth to Power é um documentário de 2017 dirigido por Bonni Cohen e Jon Shenk, sequência do filme premiado pelos Óscares e lançado em 2006, An Inconvenient Truth. O documentário retrata a crise provocada pelas alterações climáticas e os progressos realizados para as combater. Resulta do trabalho realizado por Al Gore, ex-Vice Presidente dos Estados Unidos, reconhecido com o Prémio Nobel da Paz em 2007. 
O filme foi lançado comercialmente nos Estados Unidos a 28 de julho de 2017, pela Paramount Pictures. Em Portugal irá estrear no Festival de Cinema Ambiental da Serra da Estrela a 18 de outubro de 2017 e no DocLisboa a 26 de outubro.